# Mangan(II) iodide
Mangan(II) iodide là một hợp chất hóa học của mangan và iod có công thức MnI2. Muối màu hồng nhạt này có khả năng dễ dàng hòa tan trong nước.
Nó có thể được sử dụng như một sắc tố hồng hay là một nguồn của ion mangan hoặc ion iodide. Nó thường được sử dụng trong ngành công nghiệp chiếu sáng.

## Hợp chất khác
MnI2 còn tạo một số hợp chất với NH3, như MnI2·6NH3 – tinh thể không màu, D = 2,06 g/cm³.
MnI2 còn tạo một số hợp chất với N2H4, như MnI2·2N2H4 – tinh thể trong suốt (không tan trong axeton và benzen, nhưng tan được trong nước, axit sunfuric và axit nitric 2 N), D20 ℃ = 3,6845 g/cm³.
MnI2 còn tạo một số hợp chất với CO(NH2)2, như MnI2·6CO(NH2)2 (D = 2,05 g/cm³) và MnI2·10CO(NH2)2 đều là tinh thể vàng nhạt.